# Dolič, Kuzma
Dolič este o localitate din comuna Kuzma, Slovenia, cu o populație de 415 locuitori.